# Герб Смоліного
Герб Смоліного — один з офіційних символів смт Смоліне, Маловисківського району Кіровоградської області. Автор герба — Роман Чередник.

## Опис
Щит пересічений навпіл на лазур і червлень. У верхньому лазуревому полі – срібний камінь уранової руди із золотою п’ятипроменевою зіркою у верхньому правому куті (зліва від глядача). У нижньому червленому полі – перехрещені на зразок Андріївського хреста кирка і кайло із срібними робочими частинами догори та золотими руків'ями, посередині яких накладена срібна шахтарська каска з золотим круглим ліхтарем.

## Пояснення символіки
Основою гербів є древній полянський щит (закруглений нижньою частиною), обрамлений жовтою смугою. Така форма поширена у сучасній українській геральдиці та рекомендована національним геральдичним Товариством. Щит розташований на бронзовому картуші та увінчаний срібною трьохглавою мурованою короною, що означає статус поселення.
На гербі представлені символи, що відображають важку шахтарську працю: це відомі інструменти шахтаря — перехрещені кирка і кайло із срібною шахтарською каскою, розміщені на нижньому червоному полі та срібний камінь уранової руди, що розміщений на верхньому лазуревому полі.
П'ятипроменева зірка — один з найдавніших символів людства, прийнятий геральдикою всіх народів, належить до числа так званих астральних знаків. Розміщена на гербі в правому верхньому куті (зліва від глядача) на лазуревому полі та подана в золоті, вона має кілька значень:
1-е значення. Основна роль зірки в тому, що вона уособлює Героя Соціалістичної Праці М. В. Смоліна, який стояв у витоках селища та «дав» йому назву. Також, як нагорода, зірка вказує на групу геологів, що були нагороджені орденами і медалями за успішне виконання гірських і бурових розвідувальних робіт, а сам Смолін — орденом Леніна, що зіграло вирішальну роль в становленні сучасного міста.
2-е значення. Зірки свого масового застосування давно знайшли як нагороди. Їх зображення на погонах, на орденах, на медалях зробило п'ятипроменеву зірку символом доблесті, хоробрості, заслуг її власників — героїв, яких в історії села Березівка (майбутнього селища Смоліне) було предостатньо. Так, із 310 жителів села, що воювали на фронтах Великої Вітчизняної війни, 82 були нагороджені орденами та медалями (зірками), яких пам'ятають і якими пишаються смолінці.
3-е значення. Зірка здавна служила символом вічності, а пізніше — символом високих устремлінь і вічних ідеалів та небесного захисту. Зірка у главі герба нагадує про народний вислів, що Смоліне «народилося під щасливою зіркою». П'ятипроменева зірка, як і пентаграма, означає індивідуальність, натхнення та духовне виховання. Її також пов'язують з любов'ю, здоров'ям, чуттєвістю і силою.
4-е значення. Зірка — найдавніший символ, підказаний самою природою, який втілив у собі всі найкращі значення. Найбільше захоплення і поклоніння древніх викликала Полярна зірка, що символізувала для них центр Всесвіту, навколо якого рухається весь небосхил. Людину завжди манило до високих, прекрасних і недосяжних зірок, що вічно сторожать нічне небо, тому здавна зірка стала символом постійності та небесного захисту. Девіз «Ad aspera!» («До зірок!») означає «До піднесеного, до ідеального!».

## Значення кольорів
Золото - король всіх металів, символізує знатність, могутність і багатство. Срібло означає благородство, відвертість, також чистоту, і правдивість. Лазур (синій колір) - загальновживаний колір в українській геральдиці, вказує на чисті води місцевої річки Кільтень, говорить про її красу та велич. В геральдиці лазур символізує великодушність, чесність, вірність і бездоганність. Червлень (червоний колір) - колір крові, небезпеки, самопожертви, мужності, героїзму та перемог. Нагадує нам про радянський період в історії селища, про нелегкі часи та випробування в минулому, відображає пам'ять про героїв та захисників Вітчизни, про 203 загиблих та зниклих без весті земляків, що не повернулися з поля бою, імена яких навічно нанесені на Монументі Слави в центрі села Березівка.